# Andrzej Sajkowski
Andrzej Władysław Sajkowski (ur. 21 maja 1952 w Warszawie) – polski lekkoatleta specjalizujący się biegach długich.
Reprezentował Polskę na igrzyskach olimpijskich w Moskwie (1980) – nie ukończył wówczas rywalizacji na trasie biegu maratońskiego. W 1981 i 1983 zajmował 32. lokatę w pucharze Europy w maratonie.
Zdobył siedem medali mistrzostw Polski seniorów: jedno srebro oraz sześć brązowych krążków.
Podczas kariery reprezentował barwy warszawskiej Legii (1973-1986).
Rekord życiowy w maratonie – 2:13:38 (1980).